# Montevarchi Calcio Aquila 1902 2000-2001
Questa pagina raccoglie le informazioni riguardanti il Montevarchi Calcio Aquila 1902 nelle competizioni ufficiali della stagione 2000-2001.

## Rosa
| N. |                      | Ruolo | Calciatore          |
| -- | -------------------- | ----- | ------------------- |
|    | Italia (bandiera)    | P     | Massimiliano Adami  |
|    | Italia (bandiera)    | D     | Marco Ambrogioni    |
|    | Italia (bandiera)    | C     | Simone Dante Angeli |
|    | Italia (bandiera)    | A     | Alessandro Atzeni   |
|    | Italia (bandiera)    | D     | Cristiano Bacci     |
|    | Italia (bandiera)    | C     | Giacomo Biagi       |
|    | Argentina (bandiera) | A     | Ruben Dario Bolzan  |
|    | Italia (bandiera)    | P     | Giacomo Brandi      |
|    | Italia (bandiera)    | A     | Claudio Cecchini    |
|    | Italia (bandiera)    | D     | Lorenzo Comanducci  |
|    | Italia (bandiera)    | D     | Riccardo Contadini  |
|    | Italia (bandiera)    | A     | Ettore De Vito      |
|    | Italia (bandiera)    | C     | Fabio Lorenzini     |

| N. |                   | Ruolo | Calciatore           |
| -- | ----------------- | ----- | -------------------- |
|    | Italia (bandiera) | A     | Francesco Masi       |
|    | Italia (bandiera) | C     | Stefano Mobili       |
|    | Italia (bandiera) | C     | Vasco Morelli        |
|    | Italia (bandiera) | A     | Ciro Olivieri        |
|    | Italia (bandiera) | C     | Luigi Pagliuca       |
|    | Italia (bandiera) | P     | Maurizio Pugliesi    |
|    | Italia (bandiera) | D     | Valiant Rosati       |
|    | Italia (bandiera) | C     | Antonio Rubino       |
|    | Italia (bandiera) | D     | Giuseppe Sanfratello |
|    | Italia (bandiera) | P     | Fabio Secci          |
|    | Italia (bandiera) | D     | Gabriele Spinelli    |
|    | Italia (bandiera) | A     | Romano Tozzi Borsoi  |
|    | Italia (bandiera) | C     | Luca Vigna           |